# Карлсдорф-Нойтгард
Карлсдорф-Нойтгард (нім. Karlsdorf-Neuthard) — громада в Німеччині, знаходиться в землі Баден-Вюртемберг. Підпорядковується адміністративному округу Карлсруе. Входить до складу району Карлсруе.
Площа — 14,01 км2. Населення становить 10 672 ос. (станом на 31 грудня 2020).